# Epsilon Ursae Minoris
Désignations
Epsilon Ursae Minoris (ε UMi, ε Ursae Minoris) est une étoile binaire de la constellation de la Petite Ourse d'une magnitude apparente moyenne de +4,21. Elle est à environ 347 années-lumière de la Terre.
Epsilon Ursae Minoris est une binaire spectroscopique ainsi qu'une binaire à éclipses de type Algol. L'étoile primaire du système est une géante jaune de type spectral G5III, tandis que l'étoile secondaire est une étoile sur la séquence principale, de type A8-F0V. En plus des variations de luminosité dues aux éclipses, le système est également classé comme une  variable de type RS Canum Venaticorum et sa luminosité varie entre les magnitudes +4,19 et +4,23 sur une période de 39,48 jours, ce qui est également la période orbitale de la binaire.
Le système d'Epsilon Ursae Minoris possède également un compagnon optique. Il s'agit d'une étoile de magnitude 12,32 qui, en date de 2015, était localisée à une distance angulaire de 76,60 secondes d'arc et à un angle de position de 1°.